# Pastelaria Versailles
A Pastelaria Versailles é uma das pastelarias históricas da cidade de Lisboa, em Portugal.
A pastelaria foi aberta por Salvador Antunes, um português com formação em pastelaria francesa e apaixonado pela Art nouveau, a 25 de Novembro de 1922.
Está instalada no rés-do-chão do Edifício na Avenida da República , n.º 15 a 15 - A que está classificado como Imóvel de Interesse Público desde 1996.